# František Adam
František Adam (23. prosince 1881, Mladá Boleslav, Rakousko-Uhersko – 26. června 1942, Tábor, Protektorát Čechy a Morava) byl místní politik, starosta města Třeboně a oběť nacismu.
Narodil se v Mladé Boleslavi, kde i vystudoval. Po mobilizaci vojska na počátku první světové války nastoupil do bojů na východní frontě. Tam padl do ruského zajetí a v roce 1917 vstoupil do jednotek Československých legií. Do nově vzniklé republiky se vrátil v roce 1920. Později se přestěhoval do Třeboně v jižních Čechách. Tam začal pracovat jako zubař, otevřel si ve městě technický ateliér přímo na dnešním Masarykově náměstí.
Později vstoupil do místní politiky, stal se zastupitelem města. Byl také činný v řadě různých místních spolků a organizací, např. v Sokolu. Jeho politická kariéra byla velmi úspěšná a proto byl v roce 1938 zvolen starostou města. V krátké době do vypuknutí druhé světové války se zasloužil o odkup budovy budoucích Bertiných lázní do vlastnictví města a o jejich samotný vznik. Po vzniku Protektorátu Čechy a Morava se dostal do nelibosti nových úřadů a byl z funkce starosty odvolán. Několik dní po atentátu na Reinharda Heydricha byl zatčen gestapem při návštěvě Prahy následně odvezen do Tábora a tam po rychlém soudu popraven.